# جوخه اژدها
جوخه اژدها (به چینی: 猛龍) یک فیلم اکشن محصول سال ۲۰۰۵ سینمای هنگ کنگ به نویسندگی و کارگردانی دانیل لی، تهیه‌کننده مشترک استیون سیگال و با بازی هوانگ شنگ‌یی، لی بینگ‌بینگ، وانس وو، سامو هونگ، مایکل بین، مگی کیو و سیمون یام است.

## داستان
گروهی از مأموران اینترپل برای شرکت در محاکمه یک جنایتکار بزرگ وارد هنگ کنگ می‌شوند اما تبهکاران به دنبال آنها رفته و …